# Gustav Moritz Heydrich
Gustav Moritz Heydrich (* 13. März 1820 in Dresden; † 27. Januar 1885 in Loschwitz) war ein deutscher Dramatiker und Dramaturg.

## Leben

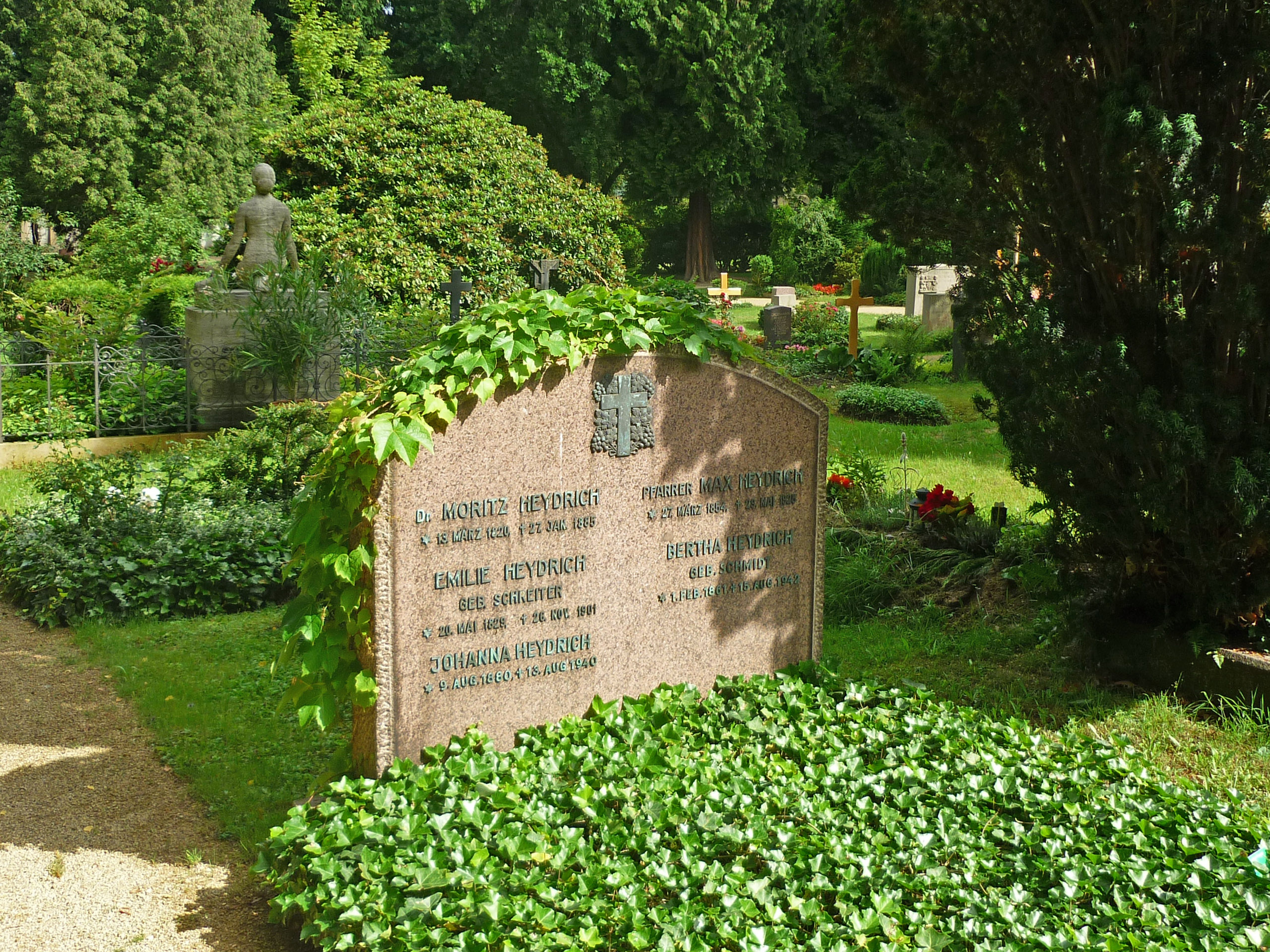
Grab von Moritz Heydrich auf dem Loschwitzer Friedhof

Heydrich lernte an der Thomasschule zu Leipzig. Er studierte Philologie, Geschichte und Literatur an der Friedrich-Wilhelms-Universität in Berlin. Nach dem Studium lebte er in Hamburg, Berlin und Leipzig. Wegen anhaltender Kränklichkeit zog er sich ab 1852 nach Loschwitz zurück.

## Werke
- Tiberius Gracchus. 1861
- Prinz Lieschen. 1861
- Goldene Hochzeit. Leipzig, 1872
- Leonore von Portugal. (Tragödie)
- Sonnenschein auf dunllem Pfade. (Gedichte). Leipzig, 1870.
- Nagelone. (Dramatisches Märchen) 1861
- Der Schatz. (Liederspiel) 1864.